# Олсон, Скотт
Скотт Олсон — американский гитарист и басист.
Учился в Mount Si High School в Сноукволми, Вашингтон.
В 1995—1998, 2002—2003 играл в рок-группе Heart. В 1996 году выступил с рок-группой Alice in Chains на MTV.
В настоящее время Олсон работает с London Bridge Studios в Сиэтле.
В 2018 году стало известно о прогрессирующей деменции у Олсона. Друзья музыканта инициировали сбор средств для лечения.